# Culex shopei
Culex shopei är en tvåvingeart som beskrevs av Oswaldo Paulo Forattini och Masanori Joseph Toda 1966. Culex shopei ingår i släktet Culex och familjen stickmyggor. Inga underarter finns listade i Catalogue of Life.